# Capuava (Santo André)
Capuava é um distrito do município brasileiro de Santo André, que integra a Região Metropolitana de São Paulo.

## História

### Formação administrativa
- Distrito criado pela Lei n° 4.954 de 27/12/1985, com sede no Bairro de Capuava e com território desmembrado do distrito de Santo André[3][4].

## Geografia

### Localização
Faz divisa com o bairro de mesmo nome no município de Mauá.

### Demografia

#### População urbana
| Crescimento população urbana | Crescimento população urbana | Crescimento população urbana | Crescimento população urbana |
| Censo                        | Pop.                         |                              | %±                           |
| ---------------------------- | ---------------------------- | ---------------------------- | ---------------------------- |
| 1991                         | 93 351                       |                              | —                            |
| 2000                         | 97 021                       |                              | 3,9%                         |
| 2010                         | 98 335                       |                              | 1,4%                         |
| Fonte: IBGE e Fundação SEADE |                              |                              |                              |

#### População total
Pelo Censo 2022 (IBGE) a população total do distrito era de 104 697 habitantes.

### Área territorial
A área territorial do distrito é de 10,943 km² (IBGE 2022).

### Ferrovias
Pátio Capuava (ICP) da Linha Santos-Jundiaí, sendo a ferrovia operada atualmente pela MRS Logística.

## Serviços públicos

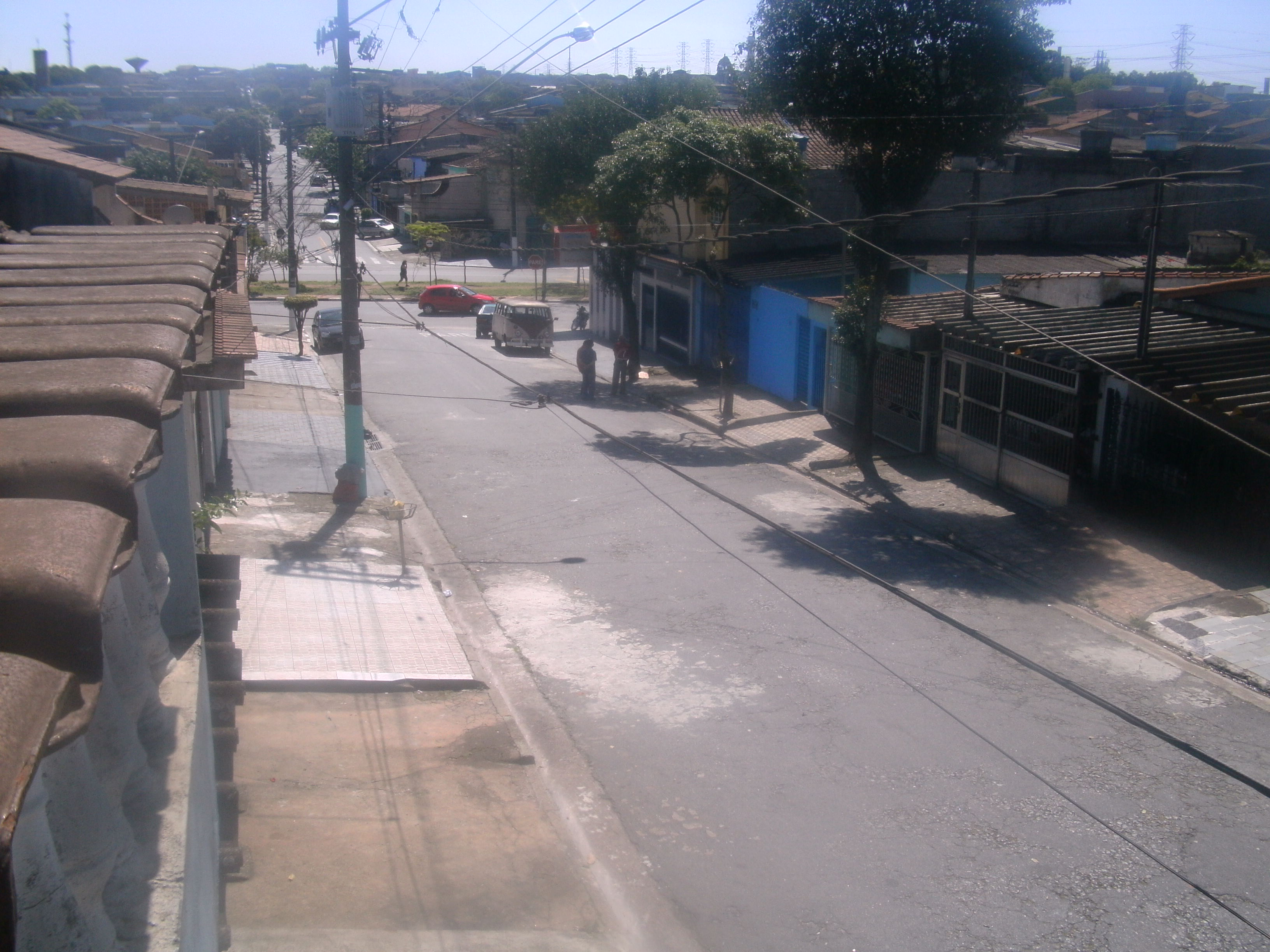
Aspecto local.

### Registro civil
Feito na sede do município, pois o distrito não possui Cartório de Registro Civil das Pessoas Naturais.

### Transportes

#### Trem Metropolitano
- Estação Capuava da Linha 10 da CPTM.

### Saneamento
O serviço de abastecimento de água é feito pela Companhia de Saneamento Básico do Estado de São Paulo (SABESP).

### Energia
A responsável pelo abastecimento de energia elétrica é a Enel Distribuição São Paulo, antiga Eletropaulo.

## Religião
O Cristianismo se faz presente no distrito da seguinte forma:

### Igreja Católica
- A igreja faz parte da Diocese de Santo André[15].

### Igrejas Evangélicas
- Assembleia de Deus - O distrito possui congregação da Assembleia de Deus Ministério do Belém, Setor 60 - Santo André[16][17].
- Congregação Cristã no Brasil[18].